# Menadon
Menadon — вимерлий рід траверсодонтидних цинодонтів. Типовий і єдиний вид — Menadon besairiei.
Скам'янілості менадону були вперше знайдені в Ісало II (формація Макай) на Мадагаскарі, де зберігаються відкладення від середнього до пізнього тріасового періоду. Вони також були знайдені в формації Санта-Марія в басейні Парана поблизу Санта-Крус-ду-Сул в Ріо-Гранді-ду-Сул, Бразилія.
Менадон був унікальним серед синапсидів, які не належать до ссавців, завдяки наявності гіпсодонтних (з високою коронкою) щічних зубів. Гіпсодонти ростуть безперервно, щоб протистояти сильному зносу, викликаному харчуванням абразивним рослинним матеріалом. Зуби менадона конвергентно нагадують зуби гіпсодонтових ксенартранів, таких як лінивці та броненосці, завдяки своїй колоноподібній формі та дентину, який росте від коронки до кореня.